# Dani Stevens
Daniele "Dani" Stevens (* 26. Mai 1988 in Fairfield als Daniele Samuels) ist eine australische Diskuswerferin, die gelegentlich auch im Kugelstoßen an den Start ging.

## Sportliche Laufbahn
Erste internationale Erfahrungen sammelte sie bei den Jugendweltmeisterschaften 2003 in Sherbrooke, bei denen sie im Kugelstoßen mit einer Weite von 11,59 m in der Qualifikation ausschied. Im Jahr darauf siegte sie bei den Commonwealth Youth Games im heimischen Bendigo mit 15,50 m im Kugelstoßen sowie mit 49,92 m auch im Diskuswurf. 2005 gewann sie bei den Jugendweltmeisterschaften in Marrakesch mit 54,09 m die Goldmedaille mit dem Diskus sowie mit 15,53 m Bronze im Kugelstoßen. 2006 nahm sie erstmals an den Commonwealth Games in Melbourne teil und gewann dort mit 59,44 m die Bronzemedaille hinter der Südafrikanerin Elizna Naudé und Seema Punia aus Indien. Zudem belegte sie im Kugelstoßen mit einer Weite von 14,91 m den zwölften Platz. Anschließend siegte sie mit 60,63 m bei den Juniorenweltmeisterschaften in Peking und wurde mit der Kugel mit 15,71 m Siebte. Gegen Ende der Saison erreichte sie beim Leichtathletik-Weltcup in Athen mit 59,68 m Rang sechs im Diskuswurf. Im Jahr darauf gewann sie bei der Sommer-Universiade in Bangkok mit 60,47 m die Silbermedaille hinter der Kubanerin Yarelys Barrios. Sie nahm auch an den Weltmeisterschaften in Osaka teil, bei denen sie aber mit einer Weite von 60,44 m in der Qualifikation ausschied.
2008 nahm Samuel für ihr Heimatland erstmals an den Olympischen Spielen in Peking teil und belegte dort mit 60,15 m im Finale den achten Platz, nachdem die Kubanerin Barrios nachträglich wegen Dopings disqualifiziert worden war. Im Jahr darauf siegte sie mit 62,48 m bei den Studentenweltspielen in Belgrad und nahm erneut an den Weltmeisterschaften in Berlin teil und siegte dort überraschend mit neuer Bestleistung von 65,44 m. Zwei Jahre darauf erreichte sie bei den Weltmeisterschaften im südkoreanischen Daegu mit einer Weite von 59,14 m den zehnten Platz. 2012 nahm sie erneut an den Olympischen Spielen in London teil und belegte dort mit 60,40 m im Finale ursprünglich den zwölften und somit letzten Platz im Finale. Jedoch wurde sie im Nachhinein wegen der Disqualifikation der Russin Darja Pischtschalnikowa um einen Platz vorgereiht. 2013 wurde sie bei den Weltmeisterschaften in Moskau mit einem Wurf auf 62,42 m Zehnte. Im Jahr darauf nahm sie zum zweiten Mal an den Commonwealth Games in Glasgow teil und siegte dort mit einer Weite von 64,88 m.
2015 gelangte sie bei den Weltmeisterschaften in Peking bis in das Finale, in dem sie mit 63,14 m den sechsten Platz belegte. Im Jahr darauf nahm sie ein weiteres Mal an den Olympischen Spielen in Rio de Janeiro teil und verpasste dort mit 64,90 m im Finale als Vierte nur knapp eine Medaille. 2017 verbesserte sie bei den Weltmeisterschaften in London im Finale den Ozeanienrekord ihrer Landsfrau Daniela Costian auf 69,64 m und gewann damit die Silbermedaille hinter der Kroatin Sandra Perković. Bei ihren dritten Commonwealth Games im heimischen Gold Coast verteidigte sie ihren Titel erfolgreich und stellte mit 68,26 m einen neuen Meisterschaftsrekord auf.
Im Kugelstoßen wurde Stevens von 2005 bis 2007 sowie 2009 und 2012 australische Meisterin. Mit dem Diskus sicherte sie sich die Titel in den Jahren von 2005 bis 2012 und von 2014 bis 2018.

## Persönliches
Sie wurde als zweitältestes von vier Kindern des Ehepaares Tracy und Mark Samuels in der Metropole Sydney geboren und wuchs im Stadtteil Greystanes auf. Dort begann sie im Alter von sieben Jahren im Graystanes little athletic club Leichtathletik zu trainieren, zudem förderte man ihre Talente im Basketball. Im siebten Schuljahr wechselte sie auf die renommierte Westfields Sports High School, um ihre Leistungen im Basketball weiter auszubauen, entschied sich allerdings unter ihrem Trainer Denis Knowles für eine Spezialisierung auf den Diskuswurf. Diese Entscheidung revidierte sie mit 15 Jahren noch einmal kurzfristig, als sie sich erneut ausschließlich auf die Ballsportart fokussierte, wechselte anschließend aber endgültig zurück in den Diskusring. Ihre Schwester Jamie Samuels spielte aber lange Zeit Basketball in der australischen Liga.
Stevens absolvierte ein Kunststudium an der University of Western Sydney.

## Persönliche Bestleistungen
- Kugelstoßen: 17,05 m, 2. März 2014 in Sydney
- Diskuswurf: 69,64 m, 13. August 2017 in London (Ozeanienrekord)